# Great Wishford
Great Wishford – wieś w Anglii, w hrabstwie Wiltshire, położona nad rzeką Wylye. Leży 9 km na północny zachód od miasta Salisbury i 130 km na zachód od Londynu. Miejscowość liczy 300 mieszkańców.